# العوانة
العوانة بلدية تابعة إقليميا إلى دائرة العوانة ولاية جيجل,تقع على بعد 14كلم غرب مدينة جيجل و 72 كلم شرق بجاية.
تتميز العوانة بساحل طوله 20 كلم كله شواطئ وجبال جميلة، يبلغ عدد سكانها حوالي 14193 نسمة حسب تعداد 2008، يحدها من الشرق مدينة جيجل، من الشمال البحر الأبيض المتوسط، من الغرب زيامة المنصورية، ومن الجنوب بلدية سلمى. 

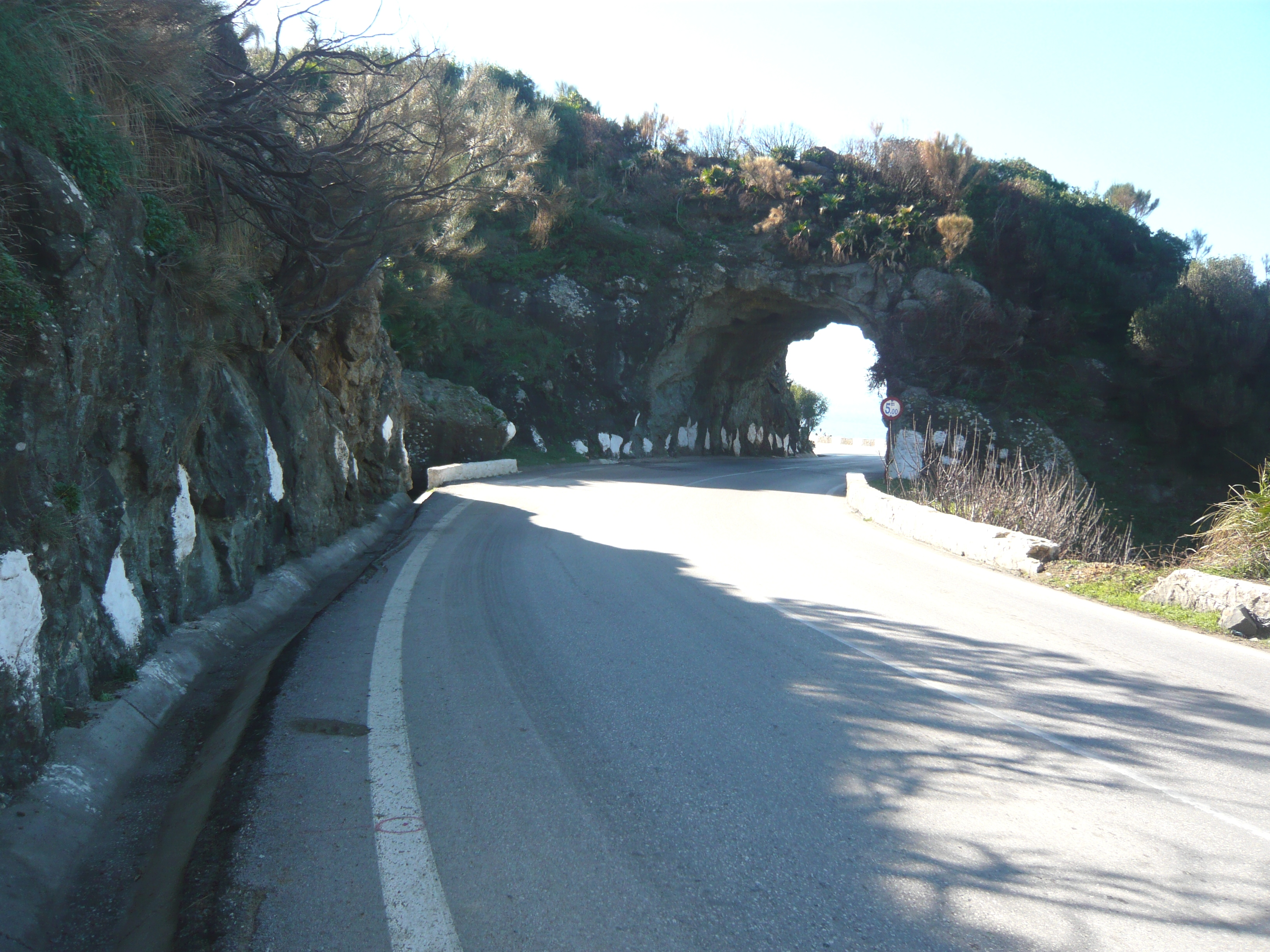
الطريق الوطني الرابط بين العوانة وزيامة منصورية.
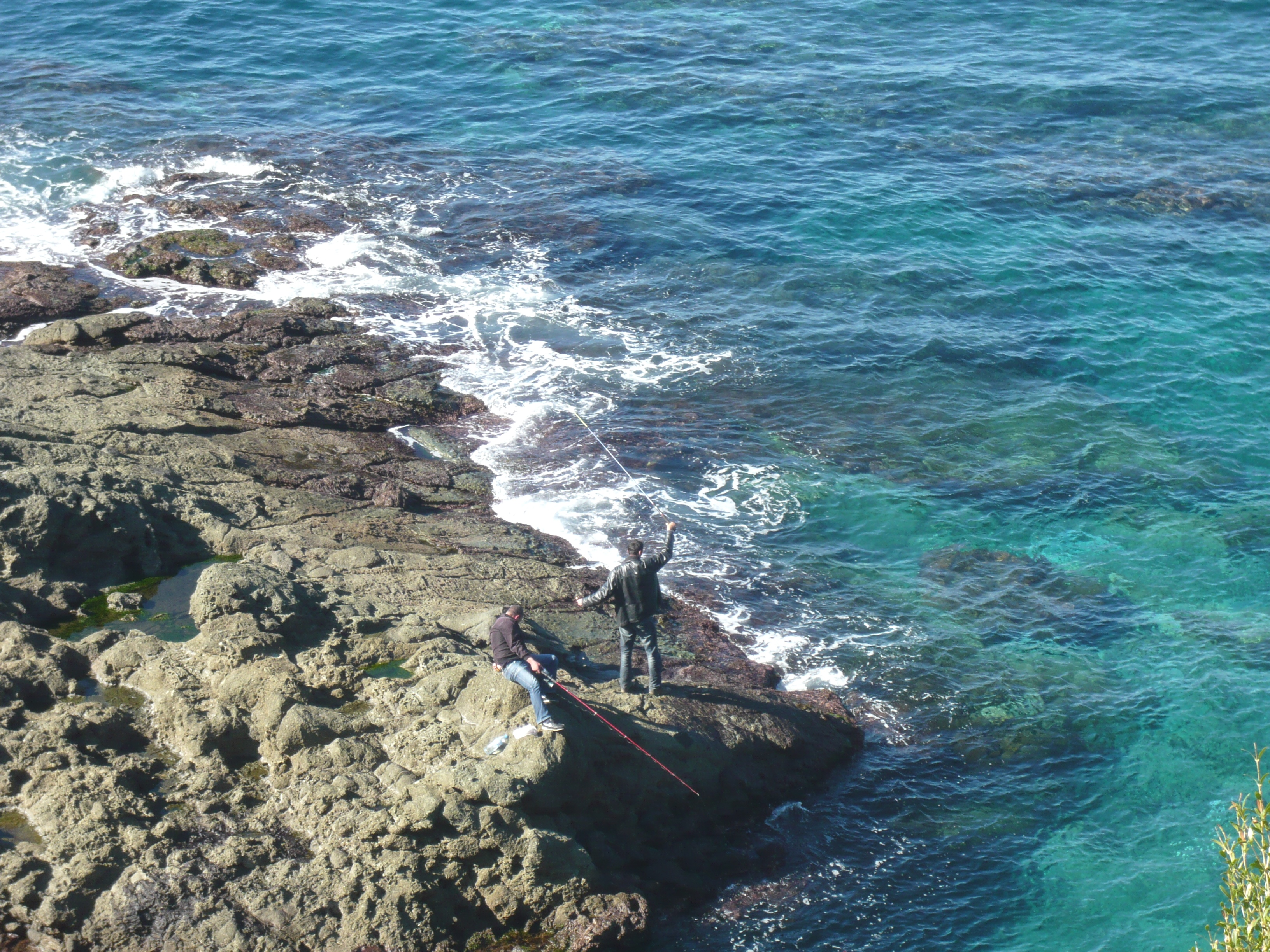
صيادان يمارسان هوايتهما بشواطئ العوانة.
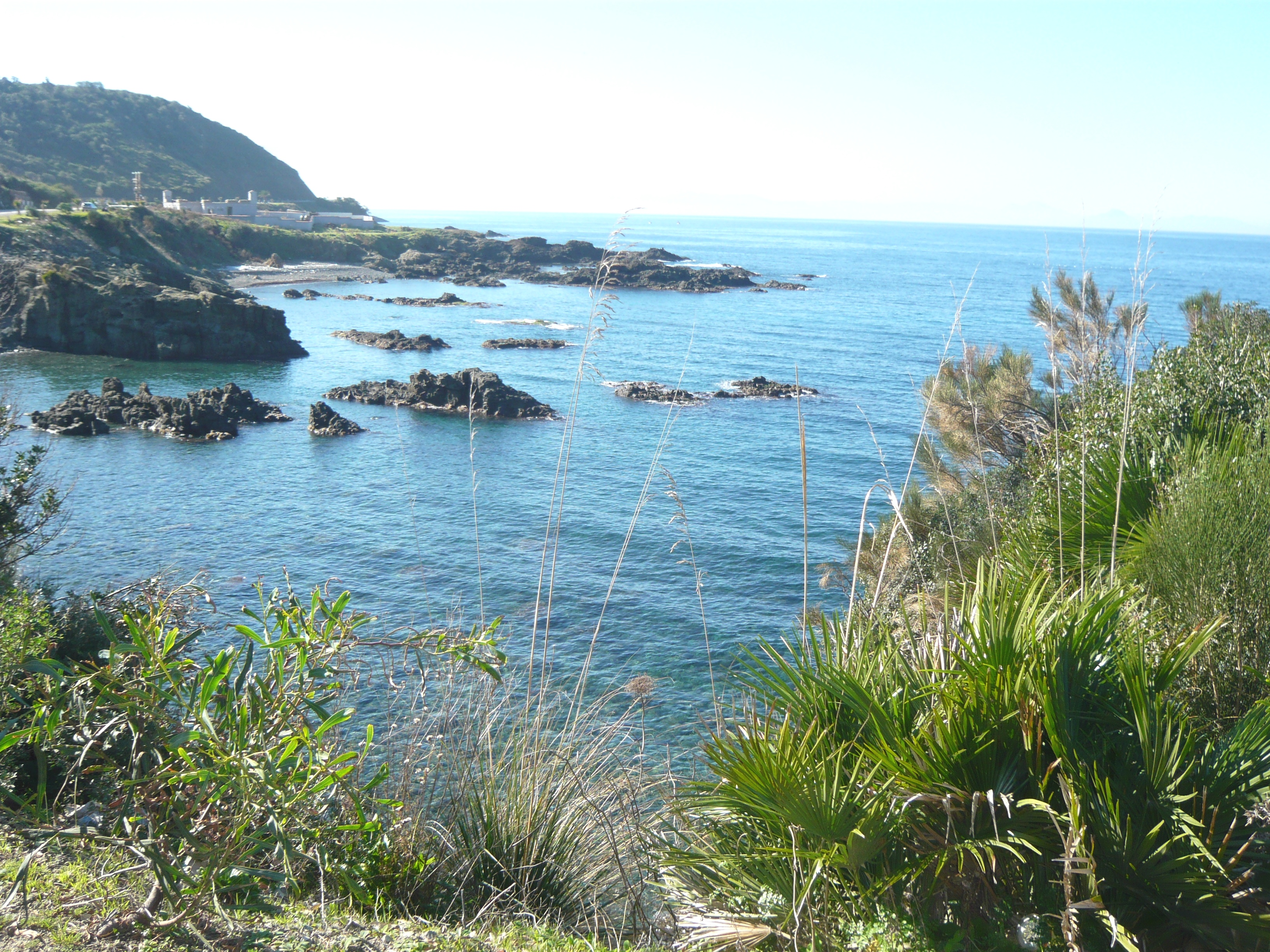
الكورنيش بمنطقة أفتيس بالعوانة.